# Benedetto Luti
Benedetto Luti, född 17 november 1666 i Florens, död 17 juni 1724 i Rom, var en italiensk målare under barockepoken.

## Biografi
År 1691 flyttade Luti till Rom, där han åtnjöt Cosimo III de' Medicis beställarskap; denne var särskilt förtjust i Lutis porträtt i pastell. Luti utförde även fresker, bland annat i San Giovanni in Laterano. Luti blev 1694 ledamot av Accademia di San Luca och valdes 1708 till dess principe.
Bland Lutis elever återfanns Giovanni Domenico Piastrini, Giovanni Paolo Pannini, Claude Arnulphy, Jean-Baptiste van Loo, William Kent, Charles-André van Loo, Pietro Bianchi och Placido Costanzi.
Benedetto Luti avled 1724 och är begravd i kyrkan San Nicola dei Prefetti.

## Verk i urval
- Den heliga Maria Magdalenas kommunion – Santa Caterina da Siena a Magnanapoli[1][2]
- Profeten Jesaja – San Giovanni in Laterano[3][4]
- Plafonddekoration – Palazzo de Carolis[5][6]
- Den helige Antonius av Padua med Jesusbarnet – Cappella Odescalchi, Santi XII Apostoli[7][8]
- Den heliga Birgitta av Sverige – Holkham Hall, Norfolk[9]
- Påve Martin V – Galleria Colonna, Palazzo Colonna[10]
- Kvällsvarden i Emmaus – Galleria dell'Accademia di San Luca[11]
- Den heliga Maria Magdalena – Galleria dell'Accademia di San Luca[11]

## Bilder
| - Kristus och den samariska kvinnan. - Porträtt av ung flicka. - Apollo och Dafne. - Den heliga Maria Magdalenas kommunion. |